# Língua bundjalung

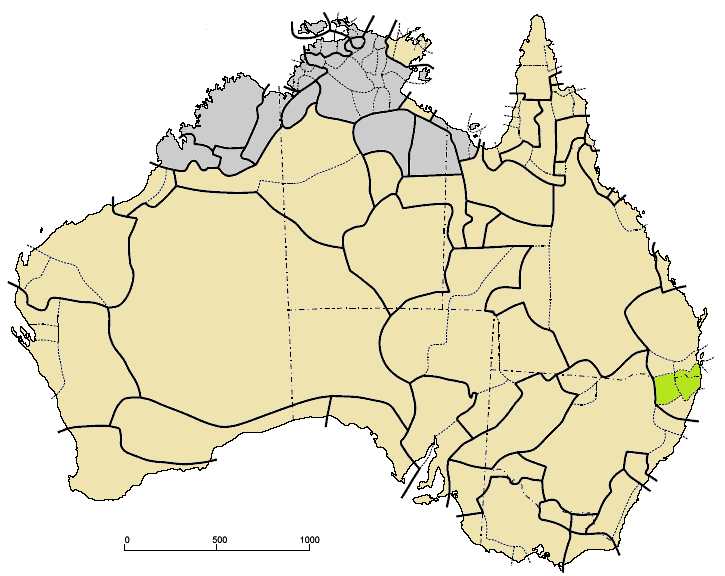
Línguas Bandjalangic (verde) dentre outras Pama–Nyungan (amarelo)

Bundjalung, ou Yugambeh-Bundjalung, é uma língua aborígene da Austrália falada no nordeste de Nova Gales do Sul e no litoral sudeste de Queensland.
Bundjalung apresenta muitos dialetos tais como  Yugumbir (por vezes confundida com Yugambal), Nganduwal, Minjangbal, Njangbal, Biriin, Baryulgil, Waalubal, Dinggabal, Wiyabal, Gidabal, Galibal, Wudjeebal. Bowern (2011) listou Yugambal, Githabul, Minjungbal, Ngara:ngwal, Bandjalang como línguas separadas Bandjalangic.

## Fonologia

### Vogais
Variantes do Bundjalung podem ter um sistema  com 3 ou 4 vogais, as quais podem se diferenciar em extensão, havendo então 6 ou fonemas no total.
Na ortografia prática e em alhumas descrições da língua, a letra "h" é frequentemante usada para indicar vogal longa.
|         | Anterior | Posterior |
| ------- | -------- | --------- |
| Fechada | i iː     | u uː      |
| Média   | (e eː)   | u uː      |
| Aberta  | a aː     | a aː      |

Alternativas vogais
/a/ e /e/ são neutralizadas como [ɛ] antes de /j/.
A vogal central aberta /a/ pode ser frontal e elevada depois de uma consoante palatal ou pode ser posterior depois de uma consoante velar.
Vogais curtas não tônicas podem ser reduzidas para uma vogal central neutra schwa.

### Consoantes
Bundjalung tem um pequeno inventário de fonemas consonantais, o que é típico da maioria das línguas australianas. Tem apenas quatro pontos de articulação constrativos, apenas uma consoante lateral e um fonema Rótico.
|                | Periférica                       | Periférica                       | Laminal                  | Apical]                        |
| Bilabial       | Velar                            | Palatal                          | Alveolar                 |                                |
| -------------- | -------------------------------- | -------------------------------- | ------------------------ | ------------------------------ |
| Obstruentes    | Bilabial Oclusiva Sonora b       | Velar Plosiva Sonora ɡ           | Palatal Plosiva Sonora ɟ | Alveolar Plosiva Sonora d      |
| Nasal Oclusiva | Bilabial Nasal m                 | Velar Nasal ŋ                    | Palatal Nasal ɲ          | Alveolar Nasal n               |
| Lateral        |                                  |                                  |                          | Alveolar lateral aproximante l |
| Rótica         |                                  |                                  |                          | ɾ                              |
| Semivogal      | Aproximante Labio-Velar Sonora w | Aproximante Labio-Velar Sonora w | Aproximante Palatal j    |                                |

## Escrita
A língua usa o alfabeto latino ensinado por missionários, o qual não apresenta as letras C, F, K, O, P, Q, S, T, V, X, Z, mas apresenta a letra ŋ. Usam-se os grupos Ah, Ay, Dh, Eh, Ey, Ih, N.g, Ngg, Ny, Uh, Yn.